# Ноа Саса
Ноа Донован Саса (дан. Noah Donovan Sahsah, нар. 8 липня 2005, Копенгаген, Данія) — данський футболіст марокканського походження, вінгер норвезького «Русенборга».

## Ігрова кар'єра

### Клубна
Ноа Саса є вихованцем клубної академії данського «Копенгагена». В складі юнацької команди «Копенгагена» Саса брав участь у Юнацькій лізі УЄФА. 17 березня 2022 року Саса дебютував у першій команді клубу, коли вийшов на заміну у матчі Ліги конференцій проти нідерландського ПСВ. У вересні 2022 року футболіст підписав з клубом професійний контракт до 2025 року.
Другу половину сезону 2024 року Саса провів, граючи в оренді в складі норвезького «Русенборга». В січні 2025 року як вільний агент Саса підписав з «Русенборгом» контракт на повноцінній основі.

### Збірна
З 2021 року Ноа Саса виступає за юнацькі збірні Данії різних вікових категорій.